# Kammerspiele Magdeburg
Die Kammerspiele Magdeburg sind ein Theaterbetrieb in der Stadt Magdeburg. Träger der Kammerspiele ist der Kult e. V. Magdeburg.

## Beschreibung
Die Spielzeit 2019/2020 war die sechste der Kammerspiele Magdeburg. Das Theater verzeichnet bei seinen Vorstellungen eine durchschnittliche Auslastung von mehr als 90 Prozent. Gastspiele führten die Magdeburger Bühne beispielsweise an das Schlosspark Theater in Berlin und in weitere Städte.
Neben dem Stamm an Schauspielern, Regisseuren und Autoren, Susanne Bard, Meyke Schirmer, Michael Günther Bard, Dirk Heidicke, Hans-Ulrich Bansche und Udo Kreißel treten und traten beispielsweise Jörg Schüttauf, Oliver Breite, Axel Herrig und Samanta Hinz an den Magdeburger Kammerspielen auf. Bei den 7. Deutschen Privattheatertagen in Hamburg erhielt das Stück Enigma, eine Koproduktion mit dem Theater an der Angel den Publikumspreis des Monica-Bleibtreu-Preises.
Die Magdeburger Kammerspiele nutzen verschiedene Bühnen in der Stadt Magdeburg wie die Feuerwache Sudenburg, die Magdeburger Zwickmühle oder das Forum Gestaltung.